# Sororicídio

Sororicídio (do Latim sororicidium; de soror 'irmã', e '-cīdium 'matar') é o ato de matar a própria irmã.
Existem vários exemplos de sororicídio e fratricídio em adolescentes, até pré-adolescentes, onde rivalidade entre irmãos e a consequente agressão física descontrola-se e leva à morte de um deles, particularmente quando uma arma potente está disponível ou um é significantemente mais velho que o outro e julga mal a sua força.

## Exemplos conhecidos ou suspeitados
- Acredita-se que Berenice IV do Egito tenha envenenado a sua irmã Cleópatra VI Tryphaena em 57 AC. Ela foi mais tarde decapitada sob as ordens do seu pai, Ptolemeu XII.
- Cleópatra VII do Egito pediu a execução da sua irmã, Arsínoe IV, (que era culpada de traição) que foi realizada sob as ordens do seu marido, então amante, Marco Antônio, em 41 AC.
- O imperador romano Calígula, segundo o historiador Suetónio, matou a sua irmã Drusila depois de descobrir que ela estava grávida com a sua criança em AD 38. A maioria dos historiadores agora acredita que ela provavelmente morreu de febre.
- O imperador romano Cómodo ordenou que a sua irmã mais velha Lucila fosse morta em AD 182, depois de ela ser implicada em conspirações com os membros do Senado para o depor.
- A poeta italiana Isabella di Morra foi morta pelos seus irmãos em 1546 por um suspeito caso com um nobre casado, quem eles também mataram.[1]
- Ronald DeFeo Jr. alvejou as duas irmãs, Allison e Dawn, em 1974. Os seus homicídios tornaram-se a inspiração para os livros e filmes de The Amitville Horror.
- David Brom matou a sua irmã com um machado, junto com o seu irmão, mãe, e pai em 1988.
- Os assassinos em série canadianos Karla Homolka e Paul Bernardo estupraram, e depois mataram a irmã de Karla, Tammy Homolka em 1990; alegadamente, a morte foi acidental.
- Martin Peyerl matou a sua irmã Daniela no Tiroteio de Bad Reichenhall.
- Hatun Sürücü foi morta pelo seu irmão na Alemanha em 2005.[2]
- Yuki Muto matou a sua irmã Azumi Muto a 30 de dezembro de 2006 no Japão.[3]
- Sadia Sheikh foi morta pelo seu irmão em 2007 na Bélgica.[4]
- Aqsa Parvez foi morta pelo seu irmão em 2007 no Canadá.[5]
- Morsal Obeidi for morta pelo seu irmão em 2008 na Alemanha.[6]
- Saima Khan, uma cuidadora de 34 anos e mãe de três, foi morta pela sua irmã de 27 anos, Sabah Khan, a 23 de maio de 2016 em Luton, Bedfordshire.[7]
- Ella Bennett, 4, foi morta pela seu irmão de treze anos, Paris Bennett em Abilene, Texas.[8]

## Também ver
- Infanticídio, assassinato de uma criança menor de um ano
- Filicídio, assassinato de uma criança pelos pais
- Avunculicida, o assassinato do tio
- Mariticídio, assassinato do cônjuge
- Nepoticídio, assassinato do sobrinho
- Parricídio, assassinato dos pais ou de outro parente próximo
  - Patricídio e matricídio, o assassinato de um pai ou mãe, respectivamente, por seu filho
- Prolicídio, é matar a prole
- Uxoricídio, assassinato da esposa
- Fratricídio, assassinato do irmão